# Aloe leachii
Aloe leachii é uma espécie de liliopsida do gênero Aloe, pertencente à família Asphodelaceae.